# Anomis modesta
Anomis modesta är en fjärilsart som beskrevs av Emilio Berio 1956. Anomis modesta ingår i släktet Anomis och familjen nattflyn. Inga underarter finns listade i Catalogue of Life.